# Sven Habermann
Pour les articles homonymes, voir Habermann (homonymie).
Sven Habermann (né le 3 novembre 1961 à Berlin en Allemagne) est un joueur de soccer international canadien d'origine allemande, qui évoluait au poste de gardien de but.

## Biographie

### Carrière de joueur

#### Carrière en sélection
Avec l'équipe du Canada, il dispute 11 matchs (pour aucun but inscrit) entre 1983 et 1986. Il figure notamment dans le groupe des sélectionnés lors de la coupe du monde de 1986, sans toutefois jouer de matchs.
Il participe également aux JO de 1984 (là aussi, sans jouer).